# Alex Telles
Alex Nicolao Telles, född 15 december 1992, är en brasiliansk fotbollsspelare. Telles är högt rankad i hemlandet Brasilien och 2013 fick han en plats i Brasileirão Team of the Year.

## Klubbkarriär

### Juventude och Grêmio
Telles föddes i Caxias do Sul, Rio Grande do Sul. Som åttaåring började han spela fotboll med grannbarnen och lite senare blev han uttagen till ungdomsakademin Esporte Clube Juventude.
Han inledde sin professionella spelarkarriär 2011, då han den 24 januari gjorde sin debut för klubben Juventude i en match mot São José-PA. Han gjorde sitt första mål den 20 augusti i en hemmamatch mot Cruzeiro som slutade 1-1.
I december 2011 flyttade Telles till klubben Grêmio. Han gjorde sin debut för Grêmio den 3 februari 2013 mot Internacional. Den Den 26 maj gjorde Telles sin Série A-debut när han startade hemma mot Náutico som slutade med en 2-0-vinst.

### Galatasaray
Efter långa förhandlingar skrev han den 22 januari 2014 på för den turkiska klubben Galatasaray. Övergången kostade ca. 60 miljoner kronor.

### Utlånad till Inter Milan
Den 31 augusti 2015 lånade Galatasaray ut Alex Telles till den italienska klubben Inter på ett lån som sträckte sig över säsongen.

### Porto
Den 12 juli 2016 presenterade den portugisiska klubben FC Porto värvningen av Alex Telles. Enligt turkisk press ingick även i dealen en 10 % återförsäljningsklausul i försäljningen, som då Galatasaray skulle få vid en ytterligare försäljning. Telles skrev på ett femårskontrakt och gjorde sin debut den 12 augusti mot Rio Ave.

### Manchester United
Den 5 oktober 2020 värvades Telles av Manchester United, där han skrev på ett fyraårskontrakt med option på förlängning med ytterligare ett år. Den 4 augusti 2022 lånades Telles ut till La Liga-klubben Sevilla på ett säsongslån.

## Landslagskarriär
Telles har också ett italienskt pass som ger honom möjligheten att representera det Italienska herrlandslaget. Redan i oktober 2016 sa Telles att han skulle varmt välkomna en uttagning från Azzurri, och lade även till att hans morföräldrar är italienare och han känner sig italiensk. I mars 2019 fick han sin första uttagning till det Brasilianska landslaget. Debuten gjorde han den 23 mars 2019 när han startade i en vänskapsmatch mot Panama.
I november 2022 blev Telles uttagen i Brasiliens trupp till VM 2022.

## Meriter

### Klubb
Juventude
- Copa FGF: 2011, 2012

Galatasaray
- Süper Lig: 2014–15
- Turkish Cup: 2013–14, 2014–15
- Turkish Super Cup: 2015

Porto
- Primeira Liga: 2017–18, 2019–20
- Taça de Portugal: 2019–20
- Supertaça Cândido de Oliveira: 2018

### Individuella
- Brasileirão Série A Team of the Year – Best Left-back: 2013
- Bola de Prata – Best Left-back: 2013
- SJPF Primeira Liga Team of the Year: 2016, 2017
- Primeira Liga Defender of the Month: August 2017, January 2018, February 2018, April 2018, August 2019, December 2019, February 2020
- Primeira Liga Player of the Month: February 2020
- Primeira Liga Team of the Year: 2017–18, 2018–19, 2019–20
- Primeira Liga Goal of the Month: October/November 2019
- FC Porto Player of the Year – Dragão de Ouro Award: 2018